# シー諸島
シー諸島 (シーしょとう、Sea Islands) は、アメリカ合衆国大西洋沖にあるバリアー島の一連である。島の数は100を超え、サウスカロライナ州・ジョージア州・フロリダ州の海岸に沿って、サンティー川とセントジョンズ川の河口の間に存在する。
島々は数千年の間は先住民の文化が定着していて、スペインが植民地政策のための初期の拠点となった。歴史的に、スペインがグアレ族とモカマ族の首長に影響を与えていて、セントキャサリン島からフォート・ジョージ島（現在のジャクソンビル）まで治めていた。両首長の権力は本土の沿岸地域まで及び、特にモカマは現代のセントジョンズ川までが領土だった。しかし、イギリスのサウスカロライナ入植者とインディアンの同盟軍による度重なる急襲のため、1763年にスペインがイギリスにフロリダを割譲し、この制度は終了した。
18世紀、ジョージア州とフロリダ州の栽培者たちは、奴隷にされたアフリカ人を労働者として輸入した。多くの奴隷はシー諸島で綿や米、インディゴのプランテーションを耕すために使用された。奴隷たちはガラ文化と言語を生みだし、現代まで残っている。島々は現在はリゾート地として知られ、別荘の開発などが行われている。

## 19世紀以降の歴史
南北戦争の間、北軍は島々をすぐに占領した。白人の栽培者たちは奴隷を残して本土の他の場所に逃げていったため、黒人たちはこの期間は自分たち自身の生活を送った。栽培者たちはマラリアの感染をおそれて本土にしばしば留まったため、黒人たちは結束力のあるコミュニティをこの地で構築していった。多くの奴隷たちは米やインディゴの栽培に取り組んだ。そして白人との対話を制限し、彼ら自身の独特の文化を身に着けることとなった。
1863年1月1日のエイブラハム・リンカーン大統領の奴隷解放宣言によって、島々の5,000人以上の奴隷たちは自由を得ることになった。元奴隷たちは土地を得ることを望んだが、白人たちはすぐに土地を取り戻し、自由になったはずの元奴隷たちは労働者として結局プランテーションで栽培に取り組んだ。
島々は1893年のハリケーンで大きな被害をうけた。

## シー諸島の主な島

### サウスカロライナ州

#### チャールストン郡
| - ブル島 (Bull Island) - デウィーズ島 (Dewees Island) - エディスト島 (Edisto Island) - フォーリー島 (Folly Island) | - アイル・オブ・パームズ (Isle of Palms) - ジェームス島 (James Island) - ジョンズ島 (Johns Island) - キアワ島 (Kiawah Island) - モリス島 (Morris Island) | - シーブルック島 (Seabrook Island) - サリバン島 (Sullivan's Island) - ワッドマロー島 (Wadmalaw Island) |

#### コレトン郡
- ベア島 (Bear Island)

#### ビューフォート郡
| - ベイポイント島 (Bay Point Island) - ケイン島 (Cane Island) - キャット島 (Cat Island) - クーソー島 (Coosaw Island) - ダタウ島 (Dataw Island) - ダウーファスキー島 (Daufuskie Island) - ディスタント島 (Distant Island) | - フリップ島 (Fripp Island) - ギビス島 (Gibbes Island) - ハーバー島 (Harbor Island) - ヒルトンヘッド島 (Hilton Head Island) - ハンティング島 (Hunting Island) - レディース島 (Lady's Island) - モーガン島 (Morgan Island) | - パリス島 (Parris Island) - ポートロイヤル島 (Port Royal Island) - プリチャーズ島 (Pritchards Island) - セントヘレナ島 (St. Helena Island) - セントフィリップス島 (St. Phillips Island) - スピリング島 (Spring Island) |

### ジョージア州

#### チャタム郡
| - ティビー島 (Tybee Island) - リトルティビー島 (Little Tybee Island) - クックスプール島 (Cockspur Island) - ウィルミントン島 (Wilmington Island) - タラヒ島 (Talahi Island) | - ホワイトマーシュ島 (Whitemarsh Island) - オートランド島 (Oatland Island) - スキダウェイ島 (Skidaway Island) - アイル・オブ・ホープ (Isle of Hope) | - ダッチ島 (Dutch Island) - バーンサイド島 (Burnside Island) - ワソー島 (Wassaw Island) - オサボー島 (Ossabaw Island) |

#### リバティ郡
| - セントキャサリンズ島 (St. Catherine's Island) - アイル・オブ・ウェイト (Isle of Wight) - ハンプランド島 (Hampton Island) |

#### マッキントシュ郡
| - ブラックベアード島 (Blackbeard Island) - サペロ島 (Sapelo Island) |

#### グリン郡
| - ジキル島 (Jekyll Island) - リトルセントシモンズ島 (Little St. Simons Island) - セントシモンズ島 (St. Simons Island) - シー島 (Sea Island) |

#### カムデン郡
| - カンバーランド島 (Cumberland Island) |

### フロリダ州
- アメリア島 (Amelia Island)